# Bataille de Rethel (1650)
Pour les articles homonymes, voir Bataille de Rethel.
Fronde
Guerre franco-espagnole
Batailles
- Les Avins (05-1635)
- Louvain (06-1635)
- Tornavento (06-1636)
- Îles de Lérins (03-1637)
- Leucate (08/09-1637)
- Yvois (1637)
- Getaria (08-1638)
- Thionville (06-1639)
- Salses (07-1639)
- Les Downs (10-1639)
- Turin (05-1640)
- Yvois (1639)
- Montjuïc (01-1641)
- Aire (1641)
- Honnecourt (05-1642)
- Rocroi (05-1643)
- Carthagène (09-1643)
- Lérida (05-1646)
- Bergues (08-1646)
- Dunkerque (09-1646)
- Lérida (05-1647)
- Lens (08-1648)
- Rethel (1650)
- Barcelone (1651-1652)
- Mouzon (1653)
- Bordils (12-1653)
- Arras (08-1654)
- Puycerda (10-1654)
- Landrecies (06-1655)
- Pavie (1655)
- Valenciennes (07-1656)
- Dunkerque (05-1658)
- Les Dunes (06-1658)
- Bergues (07-1658)

La bataille de Rethel est une bataille qui a eu lieu pendant la Fronde et que l'on peut placer en marge de la guerre franco-espagnole. Elle se déroula le 15 décembre 1650, non pas à Rethel, mais entre Sommepy, Saint-Étienne-à-Arnes et Semide. Elle impliqua les Espagnols et les Frondeurs contre les troupes royales

## La bataille
Dans ses Mémoires, Mademoiselle raconte que ce fut par la volonté de Mazarin que l'on nomma cette bataille « Rethel », car (dit-elle dans le chapitre 8, concernant l'année 1650) l'armée était commandée par le maréchal du Plessis-Praslin, mais le cardinal se trouvait à ce moment-là à sept lieues du combat, précisément dans la ville de Rethel. Mlle de Montpensier, peu amène à l'égard de Mazarin, l'accuse d'avoir voulu ainsi faire reporter sur lui le mérite de cette victoire. Elle rapporte également des vers qui furent composés sur ce sujet :
Soit fait au cardinal rémunération :
Sans cet absent vainqueur, l'on n'eût rien fait qui vaille.
Il a mené nos gens à l'expédition
Ainsi qu'un bedeau fait la prédication,
Monsieur le cardinal a gagné la bataille. —— Mazarinade
Dans l'armée de France se distingua notamment Antoine d'Aumont (petit-fils du célèbre maréchal Jean VI d'Aumont), marquis de Villequier sur la carte, qui y servit comme lieutenant général. Ses faits d'armes contribuèrent beaucoup à la victoire et lui valurent le titre de maréchal l'année suivante. Le marquis d'Hocquincour commande l’aile gauche ; Reinhold de Rosen s'y distingue également.
Quant au vaincu, il s'agissait du frondeur Henri de Turenne, qui commandait alors les troupes espagnoles de l'archiduc Léopold-Guillaume d'Autriche. Il fut battu par une circonstance qui démontre à quel point la guerre était méthodique à cette époque et combien les mouvements de troupes sur le champ de bataille étaient rares. Le régiment des Gardes françaises, au début de l'affaire, était au centre de l'armée royale, mais le capitaine de Pradel, qui les commandait, voulut avoir l'aile droite qu'il considérait comme le poste le plus honorable et où se trouvait le régiment de Picardie. Le mouvement s'exécute, et Turenne, croyant voir du désordre, descend du poste avantageux qu'il occupait et charge à la tête de toutes ses forces. Reçu par les Gardes Françaises et le régiment de Picardie avec une vigueur à laquelle il ne s'attendait pas, il voit son infanterie espagnole enfoncée, perd quatre mille hommes et huit canons, et ne parvient à s'échapper que par le dévouement de quelques braves.
Le cousin germain de Turenne, Jean-Philippe-Frédéric du Palatinat, et aussi le lieutenant-général Charles-Christophe de Mazancourt sont tués lors des combats. Mais lorsque les Espagnols s'emparèrent à nouveau de la ville, en 1653, ce fut Turenne (frondeur repenti), secondé par M. de La Ferté, qui la reprit pour la France, après quatre jours de siège.

## Les ravages
Deux villages entourant Semide furent ravagés et ne furent jamais rebâtis : Sçay et Puiseux . Il en est de même pour Somme-Arne, voisin de Saint-Étienne-à-Arnes, et de l'abbaye que comptait ce village.